# Colours Jazz Orchestra
La Colours Jazz Orchestra è una big band di jazz con base nelle Marche fondata da Massimo Morganti nel 2001.

## Storia
La Colours Jazz Orchestra fu fondata dal trombonista, compositore e direttore d'orchestra Massimo Morganti nel 2001 con l'intento di proporre sonorità del nuovo jazz nazionale ed internazionale in un repertorio che parta da una ricerca sul contemporaneo e sull'innovazione. Nel primo periodo la big band elaborò un repertorio concentrato sull'album Evanescence della compositrice Maria Schneider, con brani che riproporrà nel tempo in un rapporto che culuminerà all'Ancona Jazz Summer Festival del 2012, con un concerto che vedeva la direzione della stessa Schneider e la partecipazione del solista Scott Robinson
Un altro autore che entrò nel repertorio concertistico della Colours Jazz Orchestra fu il trombettista e compositore canadese Kenny Wheeler, che iniziò a collaborare con la band fin dal 2003, partecipando ai più importanti festival jazz nazionali, presentando con loro molti suoi brani in prima esecuzione assoluta e realizzando assieme il primo album della band intitolato Nineteen Plus One (2009, Astarte / Egea).
Nel 2009 i Colours Jazz Orchestra iniziarono a collaborare con l'autore ligure Roberto Livraghi, con cui realizzarono il loro secondo album intitolato "Quando M'Innamoro"...In Jazz (2010, CJO), in cui la big band ripropone vecchi brani dell'autore di canzoni riletti in chiave jazz, tra cui Coriandoli di Mina e Quando m'innamoro di Anna Identici.
Il terzo album partiva invece dalla collaborazione con Ayn Inserto e si intitolava Home Away from Home
In seguito vennero pubblicati gli album ArrangiaMenti (2021) e Momenti (2021).
La Colours Jazz Orchestra ha inoltre tenuto concerti con John Taylor, Javier Girotto, Rosario Giuliani, Bob Brookmeyer, Fabio Concato, Karima, Bob Mintzer, Ryan Truesdell, Fabrizio Bosso, Giovanni Falzone, Diana Torto, Paolo Silvestri, Barbara Casini, Marco Tamburini, Leszek Kulakowski.

## Membri
- Emilio Marinelli
- Filippo Sebastianelli
- Gabriele Pesaresi
- Giacomo Uncini
- Giorgio Caselli
- Luca Pecchia
- Luca Pernici
- Marco Postacchini
- Massimo Manzi
- Massimo Morganti
- Maurizio Moscatelli
- Pierluigi Bastioli
- Paolo Del Papa
- Carlo Piermartire
- Michele Samory
- Antonello Del Sordo
- Luca Giardini
- Samuele Garofoli
- Simone La Maida
- Antonangelo Giudice

## Discografia
- 2009 - Nineteen Plus One con Kenny Wheeler
- 2010 - "Quando m'innamoro"... In jazz
- 2014 - Home Away from Home con Ayn Inserto
- 2021 - ArrangiaMenti
- 2021 - Momenti con Scott Robinson, Martin Wind, Joe LaBarbera e Bill Cunliffe